# Dominique Ouattara

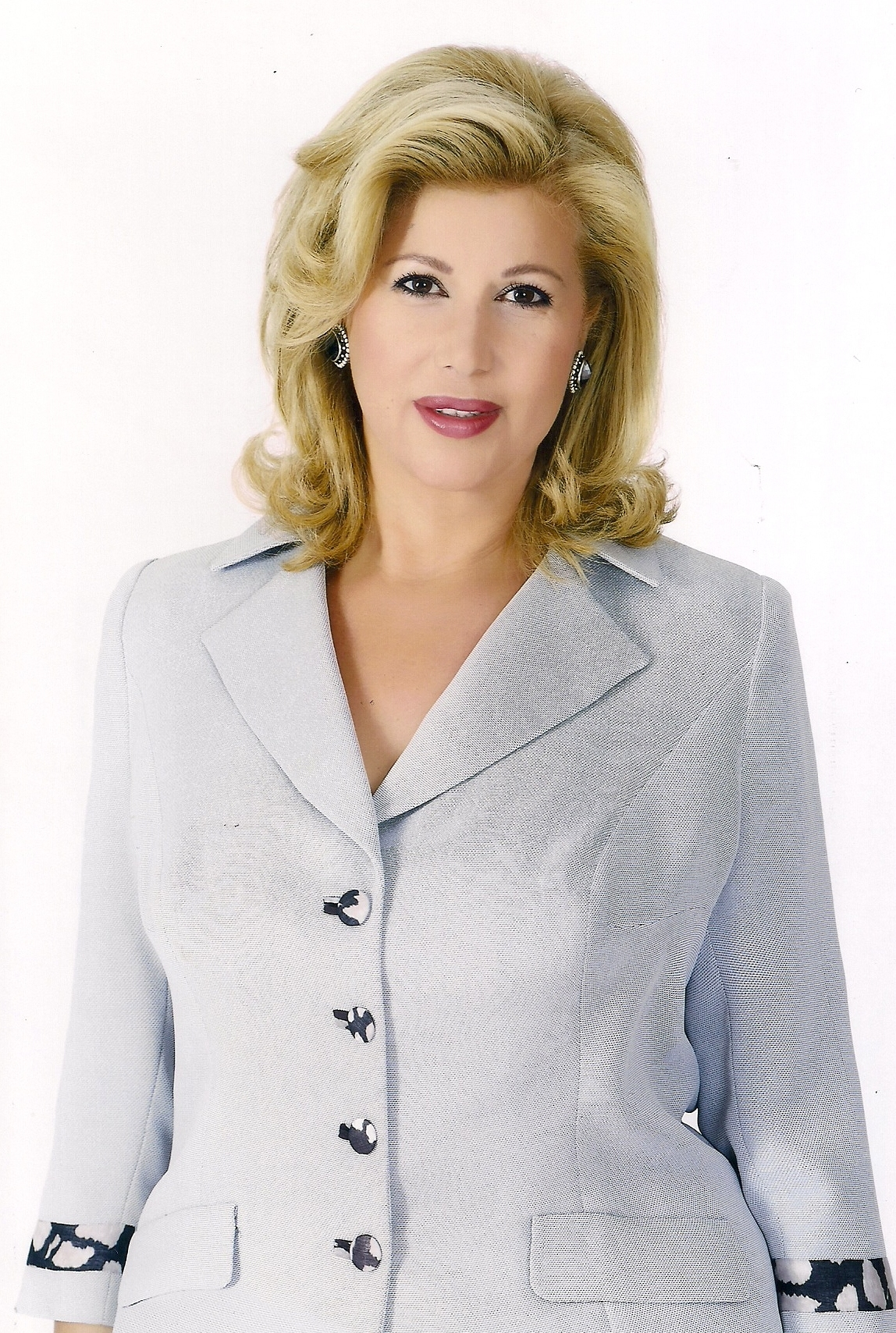
Dominique Ouattara 2011

Dominique Ouattara (* 16. Dezember 1953 als Dominique Nouvian in Constantine, Algerien), verwitwete Dominique Folloroux, ist eine französisch-ivorische Unternehmerin. Die Ehefrau von Alassane Ouattara, dem  Präsidenten der Elfenbeinküste, ist seit 2010 Première dame der Elfenbeinküste.

## Leben
Dominique Outtara wurde im damals französischen Algerien als Tochter einer französischen Pied-noir-Familie geboren. Darstellungen, sie sei jüdisch-sephardischer Abstammung, sind unbelegt, werden aber in Blogs und Kommentaren verbreitet und wurden gelegentlich von Boulevardzeitungen übernommen. In Dominique Outtaras offiziellem Blog wird die Behauptung dagegen als „falsches Gerücht“ bezeichnet.
1973 heiratete sie in erster Ehe einen französischen Lehrer, mit dem sie 1975 in die Elfenbeinküste ging. Er starb 1983. Aus der Ehe hat sie zwei Kinder. Nach einer Tätigkeit für das örtliche Büro der Vereinten Nationen betrieb sie ab 1979 zunächst in Afrika, später auch in Frankreich, ein rasch wachsendes Verwaltungs- und Immobilien-Unternehmen, die l’AICI-Gruppe und wurde als Immobilienmaklerin vermögend. In den 1980er-Jahren wurde sie eine enge Vertraute des ersten Präsidenten der Elfenbeinküste Félix Houphouët-Boigny, dessen Geschäfte und Immobilien sie verwaltete, ebenso wie die des korrupten gabunischen Präsidenten Omar Bongo. Ihre Gegner sahen in ihr eine Mätresse, eine Femme fatale oder eine Madame de Pompadour.
Mitte der 1980er-Jahre lernte sie Alassane Ouattara, damals Direktor des IWF in Washington, D.C., in Abidjan kennen. 1991, Alassane Ouattara war inzwischen Ministerpräsident der Elfenbeinküste, heirateten sie in Paris. Entgegen anderslautenden Zeitungsberichten wurde die Ehe nicht von Nicolas Sarkozy geschlossen. Ihr wird erheblicher Einfluss auf die politische Karriere ihres Mannes nachgesagt.
Die praktizierende Katholikin gründete 1998 die Stiftung „Fondation Children of Africa“, die sich in zehn afrikanischen Ländern um benachteiligte Kinder kümmert.
2000 versuchten zwei Uniformierte, Dominique Ouattara zu entführen. 2002, als der ivorische Bürgerkrieg zwischen dem christlichen Süden und dem muslimischen Norden begonnen hatte und ihre Villa angezündet worden war, ging das Ehepaar für drei Jahre ins französische Exil.
Seit Ende 2010 offiziell Première dame, ist Dominique Ouattara noch immer im Immobiliengeschäft tätig und vertreibt weiterhin die Make-up-Line von Jacques Dessange in den USA.

## Auszeichnungen
- 2000: „Leading Women Entrepreneurs of the World“[1]